# Vitória pírrica

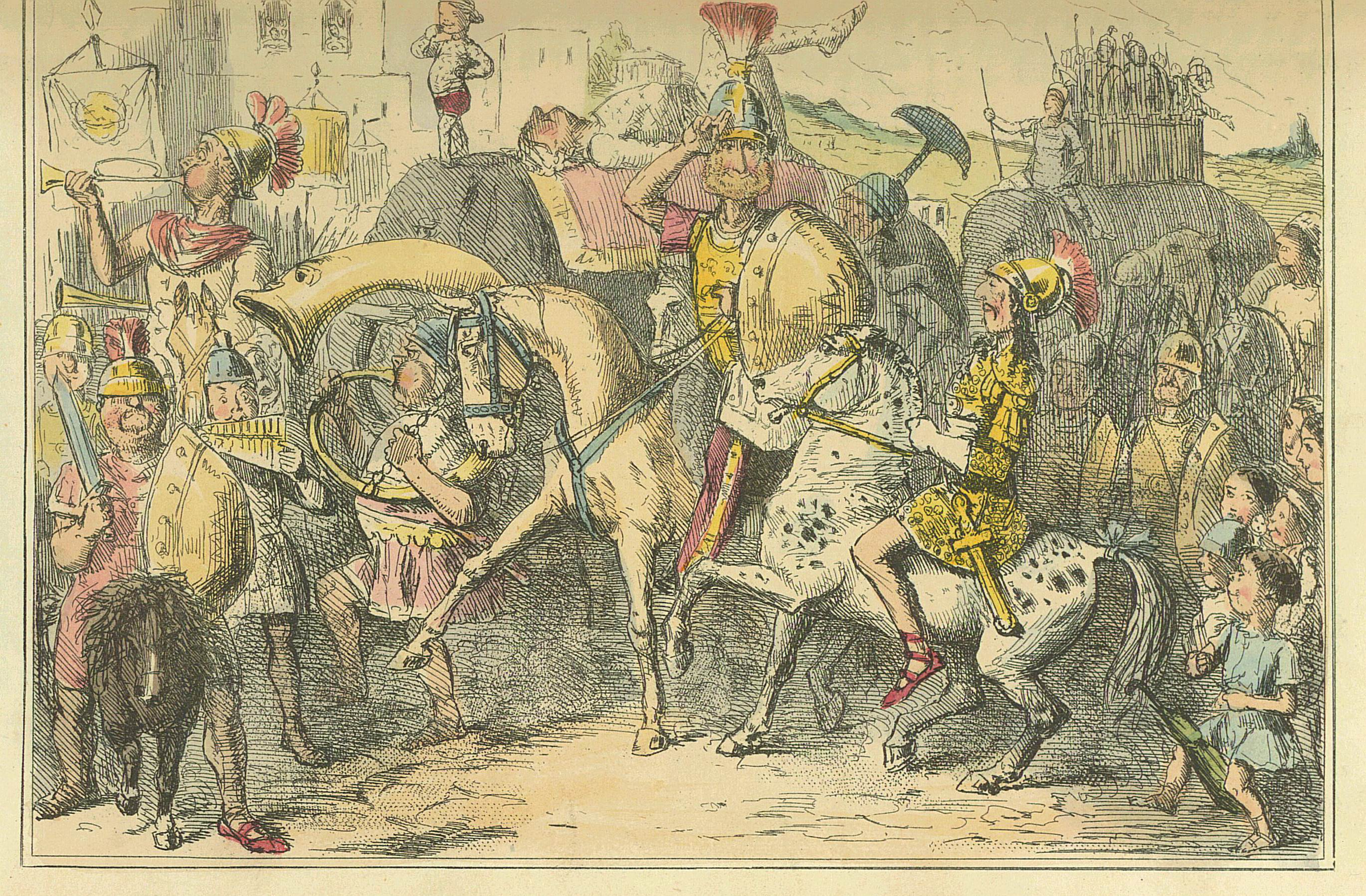
Charge retratando a chegada de Pirro e suas tropas à Itália

Vitória pírrica ou vitória de Pirro é uma expressão utilizada para se referir a uma vitória obtida a alto preço, potencialmente acarretadora de prejuízos irreparáveis.
A expressão recebeu o nome do rei Pirro do Epiro, cujo exército havia sofrido perdas irreparáveis após derrotar os romanos na Batalha de Heracleia, em 280 a.C., e na Batalha de Ásculo, em 279 a.C., durante a Guerra Pírrica. Após a segunda batalha, Plutarco apresenta um relato feito por Dioniso de Halicarnasso:
| “ | Os exércitos se separaram; e, diz-se, Pirro teria respondido a um indivíduo que lhe demonstrou alegria pela vitória que "uma outra vitória como esta o arruinaria completamente". Pois ele havia perdido uma parte enorme das forças que trouxera consigo, e quase todos os seus amigos íntimos e principais comandantes; não havia outros homens para formar novos recrutas, e encontrou seus aliados na Itália recuando. Por outro lado, como que numa fonte constantemente fluindo para fora da cidade, o acampamento romano era preenchido rápida e abundantemente por novos recrutas, todos sem deixar sua coragem ser abatida pela perda que sofreram, mas sim extraindo de sua própria ira nova força e resolução para seguir adiante com a guerra. | ” |

Esta expressão não se utiliza apenas em contexto militar, mas também está, por analogia, ligada a atividades como economia, política, justiça, literatura, arte e desporto para descrever luta similar, prejudicial ao vencedor.